# Arcane Roots
Arcane Roots war eine dreiköpfige Alternative-Rock-Band aus Kingston upon Thames (London), England. Ihr erstes Album Blood and Chemistry brachten sie 2013 bei PIAS Recordings heraus und erreichten damit Platz 7 der UK Rock Charts.

## Geschichte
Andrew Groves und Daryl Atkins hatten sich am Reigate College in Surrey kennengelernt, wo sie beide music technology studierten. Im Jahr 2007 gründeten sie gemeinsam eine Band mit dem Bassisten Frank Tiramani. Ihre erste CD, die sie zu Hause aufnahmen, gaben sie bei diversen Shows im Süden von London kostenlos heraus, was sie auch in den kommenden Jahren noch oft taten. Noch im selben Jahr starteten sie die Aufnahmen für ihre erste EP Brave the Sea in den Stakeout Studios in Richmond. Die Aufnahmen zogen sich über ein Jahr hin und so veröffentlichte die Band die EP im August 2008 digital. Im Frühjahr 2009 verließ Frank Tiramani die Band und wurde durch Adam Burton ersetzt. Obwohl schon einmal im April 2010 selbst verlegt, brachte die Band ihre EP Left Fire im April 2012 noch einmal bei PIAS Recordings in größerer Auflage heraus. Sie erzielte überwiegend gute Kritiken. Arcane Roots tourten 2011 außerdem erstmals mit der schottischen Band Twin Atlantic. Weitere Bekanntheit erlangten sie unter anderem durch eine Headline-Tour Anfang 2013, als Support für The Used sowie für die europaweiten Touren von Muse und Biffy Clyro und diverse Festivals.
Am 31. August 2018 gab die Band auf ihrer offiziellen Facebook-Seite, nach Abschluss der anstehenden Konzerte im Oktober, ihre Auflösung bekannt. Grund für die Trennung der Band war der Fokus auf neue Langzeitprojekte (im Original: „to look inwards and take on new long term projects“).

## Diskografie
- Brave the Sea (EP, selbstverlegt, 2007)
- Left Fire (EP, PIAS, 21. Februar 2011)
- Blood and Chemistry (Album, PIAS, 6. Mai 2013)
- Heaven & Earth (EP, 16. Oktober 2015)
- Melancholia Hymns (Album, Easy Life, 15. September 2017)[4]
- Landslide (EP, Easy Life, 14. September 2018)[5]